# Dogern
Dogern is een plaats in de Duitse deelstaat Baden-Württemberg, en maakt deel uit van het Landkreis Waldshut. Dogern ligt aan de Rijn die de grens met Zwitserland vormt. Dogern telt 2.294 inwoners.
De dorpskern die tot in de 18e eeuw vlak bij de rivier lag verschoof nadien naar het noorden wegens het te grote overstromingsgevaar. Dogern is verzusterd met het Franse Le Grand-Lemps.
Samen met de gemeenten Weilheim en Lauchringen vormt Dogern een Verwaltungsgemeinschaft met de stad Waldshut-Tiengen.
Albbruck ·
Bad Säckingen ·
Bernau im Schwarzwald ·
Bonndorf im Schwarzwald ·
Dachsberg ·
Dettighofen ·
Dogern ·
Eggingen ·
Görwihl ·
Grafenhausen ·
Häusern ·
Herrischried ·
Höchenschwand ·
Hohentengen am Hochrhein ·
Ibach ·
Jestetten ·
Klettgau ·
Küssaberg ·
Lauchringen ·
Laufenburg (Baden) ·
Lottstetten ·
Murg ·
Rickenbach ·
St. Blasien ·
Stühlingen ·
Todtmoos ·
Ühlingen-Birkendorf ·
Waldshut-Tiengen ·
Wehr ·
Weilheim ·
Wutach ·
Wutöschingen